# Gmina Koplik
Gmina Koplik (alb. Bashkia Koplik) – gmina miejska położona w północno-zachodniej części kraju. Administracyjnie należy do okręgu Malësi e Madhe w obwodzie Szkodra. Jej powierzchnia wynosi 930 ha. W 2012 roku populacja wynosiła 11275 mieszkańców.